# Aspidoscelis pai
Aspidoscelis pai là một loài thằn lằn trong họ Teiidae. Loài này được Wright & Lowe miêu tả khoa học đầu tiên năm 1993.